# Robert W. Holley
 Robert William Holley, född 28 januari 1922 i Urbana, Illinois, USA, död 11 februari 1993 i Los Gatos, Kalifornien, var en amerikansk biokemist. År 1968 erhöll han Nobelpriset i fysiologi eller medicin tillsammans med Har Gobind Khorana och Marshall W. Nirenberg för deras tolkning av den genetiska koden och ha beskrivit strukturen för alaninöverförings-RNA, som länkar DNA och proteinsyntes. Vidare tilldelades han 1965 Albert Lasker Basic Medical Research Award.

## Biografi
Holley tog examen vid Urbana High School 1938. Han fortsatte därefter med att studera kemi vid University of Illinois at Urbana-Champaign, tog kandidatexamen 1942 och började sina doktorandstudier i organisk kemi vid Cornell University. Under andra världskriget arbetade Holley under professor Vincent du Vigneaud vid Cornell University Medical College, där han deltog i den första kemiska syntesen av penicillin. Holley avslutade sina doktorandstudier 1947.

## Vetenskaplig karriär
Efter sin forskarutbildning stannade Holley kvar på Cornell University där han blev biträdande professor i organisk kemi 1948 och utnämndes till professor i biokemi 1962. Han började sin forskning om RNA efter att ha tillbringat ett sabbatsår (1955-1956) med att studera tillsammans med James F. Bonner vid California Institute of Technology.
Holleys forskning om RNA koncentrerades först till att isolera överförings-RNA (tRNA) och senare på att bestämma sekvensen och strukturen hos alanin-tRNA, molekylen som införlivar aminosyran alanin i proteiner. Holleys team av forskare bestämde tRNA:s struktur genom att använda två ribonukleaser för att dela tRNA-molekylen i bitar. Varje enzym delar molekylen på positionen för specifika nukleotider. Genom en process av att "pussla ut" strukturen hos de bitar som delas av de två olika enzymerna och sedan jämföra bitarna från båda enzymdelningarna kunde teamet så småningom fastställa hela molekylens struktur. Bland forskarna fanns Elizabeth Beach Keller, som under forskningens gång utvecklade cloverleaf-modellen som beskriver överförings-RNA.
Strukturen färdigställdes 1964 vilket var en viktig upptäckt för att förklara syntesen av proteiner från budbärar-RNA. Det var också den första nukleotidsekvensen av en ribonukleinsyra som någonsin fastställts. Holley tilldelades Nobelpriset i fysiologi eller medicin 1968 för denna upptäckt och Har Gobind Khorana och Marshall W. Nirenberg tilldelades samtidigt priset för bidrag till förståelsen av proteinsyntesen.
Med hjälp av Holleyteamets metod bestämde andra forskare strukturerna för de återstående tRNA:erna. Några år senare modifierades metoden för att hjälpa till att spåra sekvensen av nukleotider i olika bakterie-, växt- och mänskliga virus.
År 1968 blev Holley stipendiat vid Salk Institute for Biological Studies i La Jolla, Kalifornien.